# Nicrophorus orbicollis
Nicrophorus orbicollis es un escarabajo enterrador neártico descrito por primera vez por Thomas Say en 1825. Es miembro del género Nicrophorus que incluye a los escarabajos sacristán, y comprende los escarabajos más comunes de la familia Silphidae. El escarabajo es un descomponedor que se alimenta de cadáveres de pequeños animales muertos siendo uno de las especies de escarabajos con mayor devoción a su progenie. N. orbicollis se ha utilizado para investigaciones científicas médicas y forenses. Recibe su nombre por la tendencia del insecto en enterrar el cadáver del insecto del que se nutre.

## Morfología/taxonomía

### Adulto
Nicrophorus orbicollis se reconoce inmediatamente por sus coloridas marcas anaranjadas en sus élitros. La superficie dorsal de los élitros está cubierta de setas largas y finas, especialmente lateralmente, dándole una apariencia peluda. El pronoto es esférico con amplios márgenes a nivel lateral y basal. Se distingue de otros Silphidae por sus antenas en forma de maza con tres segmentos apicales de color naranja y una base negra. El lóbulo posterior del metepimerón tiene algunos pelos castaños y la tibia trasera es recta. La forma adulta tiene un tamaño entre 15-22 mm (0,59-0,87 plg) de largo. Se sabe que N. orbicollis se alimenta de saprófagos. Los adultos se alimentan de proteínas de cadáveres de insectos más pequeños en descomposición y suministran estos nutrientes a sus larvas.

### Larva
Las larvas de N.orbicollis se diferencian de las larvas de otros Silphidae por sus palpos labiales separados. También contienen diez segmentos abdominales con su esternón separado en unidades esternales esclerotizadas llamadas esternitos.

## Origen
Se cree que los sílfidos, incluyendo N. orbicollis, surgieron a principios del Mesozoico y se extendieron luego hacia las partes del sur de Pangea antes de que esta se separara en Laurasia y Gondwanalandia. Se cree que las especies del género Nicrophorus se originaron en el Viejo Mundo mientras que la mayoría de las especies relacionadas con N. orbicollis se originaron en México y América Central y del Sur. 

## Fenología y distribución
Los adultos N. orbicollis son activos a principios de la primavera y los primeros escarabajos adultos emergen a finales de mayo. La reproducción ocurre de junio a agosto y los adultos tenerales aparecen desde finales de julio hasta principios de agosto. Pasa el invierno en su estadio adulto principalmente en hábitats abiertos y boscosos. Los adultos de esta especie son insectos nocturnos.  N. orbicollis es multivoltino y los adultos cuidan de su descendencia durante el desarrollo larvario. N. orbicollis se distribuye desde el sureste de Canadá hasta el extremo sur de Florida y el este de Texas. También se ha descubierto en lugares al oeste como Nebraska y al norte como Dakota del Norte. N. orbicollis es la especie de sílfidos recolectada con mayor frecuencia en el este de los Estados Unidos. Los adultos se pueden recolectar de febrero a octubre, pero se encuentran con mayor frecuencia durante los meses de verano, de junio a agosto, como resultado de su eficiente actividad en climas cálidos. La mayoría de los N. orbicollis se han recolectado en hábitats de bosques mésicos en heces humanas y de carnívoros, así como en frutas podridas y carroña . 

## Comportamiento
Los machos Nicrophorus orbicollis buscarán pequeños cuerpos de animales como ardillas listadas, conejos y sapos para atraer a una pareja. Una vez localizado el cuerpo, el macho procederá a subirse al cadáver y emitirá una feromona para atraer a su pareja. Si otro macho ingresa al área, los dos machos lucharán a muerte y el ganador reclamará el cadáver. Algunos machos intentan atraer a una pareja sin proporcionarles un cadáver, simplemente emitirán las feromonas incluso cuando no hayan localizado un cuerpo en decomposición. Si las hembras se sienten atraídas, se aparearán, pero luego continuarán buscando una pareja que tenga un cadáver. Es más probable que las hembras pongan huevos fertilizados por la pareja más reciente, por lo que los machos que tienen un cadáver tienen más probabilidades de transmitir sus genes. Una vez que un macho atrae a una hembra, la pareja procederá a enterrar juntos el cadáver del animal, compartiendo equitativamente la carga de trabajo. Si el cadáver es demasiado grande para una pareja de escarabajos, entonces varios pares trabajan juntos para enterrar el cadáver. Los huevos se ponen y se entierran alrededor del cadáver para proporcionar una fuente cercana de alimento. A diferencia de la mayoría de las especies de escarabajos, los padres N. orbicollis proporcionarán alimento y protección a las larvas hasta la pupa. También se ha observado que si uno de los padres muere, el otro duplicará sus tareas de alimentación y protección para que las larvas no sufran. Sin el cuidado de los padres, las larvas normalmente no pueden sobrevivir pasado el punto de pupa.

### Interacción con ácaros
A veces se ven Nicrophorus orbicollis interactuando con otros artrópodos como los ácaros del género Poecilochirus . Comúnmente vistos montados en los élitros de N. orbicollis, los ácaros del género Poecilochirus utilizan el escarabajo como fuente de transporte. Comparten una relación comensal mientras los ácaros viajan de un cadáver a otro en el escarabajo en busca de alimento. Los huevos de mosca son generalmente la fuente de alimento de estos ácaros, por lo tanto, N.orbicollis no compite con los ácaros.

## Ciclo de vida
N. orbicollis es un endopterigoto con metamorfosis completa. El ciclo de vida consta de etapas de huevo, larva, pupa y adulto. Los escarabajos machos y hembras se sienten atraídos por carroña para reproducirse y alimentarse. Los machos de N. orbicollis atraen a las hembras emitiendo feromonas en la presencia de un cadáver presente. Después del apareamiento, la hembra pondrá sus huevos entre 12 y 48 horas después de descubrir un cadáver adecuado. Los huevos eclosionan alrededor de 56 horas después de la oviposición. Una vez las larvas completan su desarrollo, pupan en el suelo en 6 a 8 días. El tamaño de un cadáver afecta el período de tiempo que dura la puesta de un huevo cuando las larvas se dispersan y, por lo tanto, también afecta el período de tiempo que los escarabajos padres pasan cuidando a sus crías. El tiempo transcurrido desde el entierro de los huevos hasta la dispersión de las larvas es menor en los cadáveres más pequeños. Los machos N. orbicollis también pasarán menos tiempo cuidando a sus crías cuando se encuentran en cadáveres pequeños. Las larvas de la mayoría de las especies de sílfidos dependen de la alimentación proveido por sus padres, aunque pueden alimentarse directamente de un cadáver. Las larvas N. orbicollis, dependen en gran medida de sus padres para alimentarse y morirán antes de desarrollarse hasta el segundo estadio sin el cuidado de sus padres. Por este trato y cuidado, las crías duplica en tamaño en las primeras 24 horas. La masa de crías se correlaciona positivamente con un cuidado materno más prolongado. N. orbicollis es un insecto nocturno y debe competir con las larvas de dípteros por los lugares de oviposición en los cadáveres, incluyendo especies del mismo género y de menor tamaño como el N. defodiens aun cuando este llega al cadáver primero.

## Reproducción
Nicrophorus orbicollis depende de pequeños cadáveres de vertebrados para proporcionar a sus crías las necesidades alimentarias adecuadas. N. orbicollis se aparea desde mediados de junio hasta principios de agosto y está mayormente activo después del atardecer. El macho atrae a la hembra produciendo feromonas. La competencia se produce entre otros escarabajos enterradores y otros escarabajos carroñeros para conseguir un cadáver para su respectivo apareamiento. Se ve comúnmente que N. orbicollis competirá con N. defodiens. Cuanto mayor sea el tamaño del escarabajo, más probable será que supere a los escarabajos de menor tamaño en la adquisición de un cadáver. Una vez asegurado el cadáver y enterrado, la hembra pone sus huevos en el suelo que rodea el cadáver. Tanto la hembra como el macho tienen papeles importantes a medida que maduran sus larvas. La conservación del cadáver, la protección de las larvas de los depredadores y la alimentación de las larvas son funciones que asumen los adultos. Luego, los machos se dispersan del cadáver una vez que las larvas han alcanzado el estadio final. Las hembras permanecerán hasta que las larvas se dispersen en el suelo para pupar, generalmente 17 días después del entierro del cadáver. Dependiendo del tamaño del cadáver, los padres pueden controlar el número de crías mediante un proceso llamado canibalismo filial . Los padres hacen esto para dejar más espacio en una carcasa más pequeña.

## Importancia científica

### Económico y médico
Nicrophorus orbicollis juega un papel muy importante en el reciclaje. Estos escarabajos toman un cadáver en descomposición y lo convierten en nutrimento para sus larvas. Lo hacen enterrando un cadáver (normalmente sólo dos escarabajos, un macho y una hembra) y alimentándose con él a sus crías mediante regurgitación. Estos escarabajos secretan un antibiótico con el que envuelven su alimento para retrasar la descomposición y mantener a la competencia alejada del cadáver para que puedan alimentar a sus crías.
Se sabe poco sobre la importancia médica de N. orbicollis . Su capacidad para reciclar materia muerta y en descomposición juega un papel indirecto en la salud de las áreas donde el insecto habita. Los antibióticos naturales secretados tiene poca importancia médica, No hay evidencia sobre el método de secreción de estos compuestos.

### Forense
La especie también ha demostrado ser importante desde el punto de vista forense porque no aparece en el cadáver hasta que ha estado expuesto durante varios días. N. orbicollis aparece después de la llegada de las moscas y se alimenta de las larvas de mosca. Esta alimentación de larvas de mosca puede poner en peligro la precisión de una estimación del intervalo post mortem en vista de que los escarabajos pueden consumir una población entera de larvas de mosca si tienen suficiente tiempo para hacerlo. N. orbicollis puede ayudar a determinar el tiempo que un cadáver ha estado presente en un área determinada si el escarabajo se encuentra en esa región. Entre 12 y 48 horas después de descubrir un cadáver, la hembra pondrá huevos, que eclosionarán aproximadamente 56 horas después a temperaturas de 20-25 grados Celsius (68,0-77,0 °F). Los adultos entierran el cadáver para mantener el tejido húmedo y evitar que se lo quiten, y alimentan a sus larvas con el cadáver mediante regurgitación. Después de 5 a 8 días, las larvas se arrastrarán hacia el suelo circundante para convertirse en pupas y emergerán aproximadamente 2 semanas después como adultos. Estos cronogramas y las etapas del ciclo de vida de este escarabajo encontrado en un cadáver pueden contribuir para que los investigadores forenses determinen el momento de la muerte.

### Investigación futura
La mayor parte de la investigación sobre N. orbicollis se ha centrado en los hábitos parentales únicos de la especie, que no se han encontrado en ningún otro género de escarabajos. Las investigaciones futuras también se basarán en la evaluación de diversos aspectos específicos del elemento parental en el comportamiento de esta especie. Otros estudios notables se han basado en examinar la competencia por los cadáveres de animales entre N. orbicollis y otras especies de Nicrophorus. Sin embargo, un estudio reciente en Ohio crio N. americanus en cautiverio y luego liberó a los escarabajos en la naturaleza. Este estudio se utilizó para evaluar la tasa de éxito de la reintroducción con el fin de planificar un posible intento futuro de aumentar la población a través de medios asistidos.